# プラスイズム
プラスイズムは、日本の総合演劇エンターテインメント・ユニット。

## 現メンバー
森本のぶ (1979年9月23日 - ) リーダー
京都府出身。A型。
阿部薫 (1980年3月27日 - )
秋田県出身。A型。
黒田耕平 (1982年10月7日 - )
大阪府出身。AB型。

## 旧メンバー
- 藤井樹
- 南秀治
- NIHEI
- 金原泰成
- 上田晴信
- 森陽太

## 略歴
- 2006年4月 、藤井樹・南秀治・NIHEI・金原泰成の4人により結成される。
- 2006年 8月、メンバー総入れ替えで森本のぶ・ 阿部薫・ 黒田耕平・上田晴信 が加入し、正式メンバーとなる。
- 2007年10月、上田晴信が脱退。
- 2007年12月、森陽太新メンバーとして加入。
- 2009年12月、森陽太が脱退。
- 2010年12月、解散。

### 公演一覧
- 2006.04　第1回公演「Spring　has come」作・演出:大場一郎出演：藤井樹・南秀治・NIHEI・金原泰成・坂田亘・小休暁・根岸誠・高橋将仁
- 2006.08　第2回公演「EDGE SUMMER」作:西永貴文演出:鬼頭理三出演:森本のぶ・阿部薫・黒田耕平・上田晴信・高橋幸生・三橋貴志・夏目航
- 2007.02　第3回公演「THE　Winters　Sigh」作・演出:林邦應出演:森本のぶ・阿部薫・黒田耕平・上田晴信・高槻純・久保田武蔵・佐野大樹(*pnish*)
- 2007.10　第4回公演「Punk autumn!!」作・演出:西永貴文出演:森本のぶ・阿部薫・黒田耕平・加藤良輔・青木堅治・小島裕・兒玉宣勝・秋枝直樹・ボブ鈴木
- 2008.02　第5回公演「PLUSTICISM」作・演出:中津留章仁出演:森本のぶ・阿部薫・黒田耕平・森陽太・椿隆之・汐崎アイル・森豪士・伊藤そうあ・小島裕・龍坐
- 2008.11　第6回公演「MURAISM」作・演出:西永貴文出演:森本のぶ・阿部薫・黒田耕平・森陽太・内山眞人・YOH・伊藤そうあ・朽木正伸・青柳尊哉・ムランティン・タランティーノ・西興一朗・根本正勝
- 2009.06　第7回公演「pride」作・演出:中津留章仁出演:森本のぶ・阿部薫・黒田耕平・森陽太・齋藤ヤスカ・ゆかわたかし・青柳尊哉・吹上タツヒロ・片山享・笠原紳司
- 2010.02　第8回公演「オトコノコ・オンナノコ」作・演出:羽原大介出演:森本のぶ・阿部薫・黒田耕平・ちかみれい・中川絵美・浦島三太朗・ゆかわたかし・アフロ後藤・康実紗・加藤良輔・吉田友一・小島裕・渡辺慎一郎・田所治彦
- 2010.08　第9回公演「トライフル」作・演出:羽仁修出演:森本のぶ・阿部薫・西村ミツアキ・奥田努・青柳尊哉・AKINA・近野莉菜（AKB48）藤森麻由・笠原紳司・鷲尾昇（*pnish*）ゲスト太田基裕・山沖勇輝・和田泰右・森山栄治・汐崎アイル・津田寛治・佐野大樹

### イベント
- 2007.12 Xmas party

### TV
- ネットテレビ『生男』nakano@ddress